# Bruno Todeschini
Bruno Todeschini (ur. 19 września 1962 w Couvet w kantonie Neuchâtel) – szwajcarski aktor filmowy, teatralny i telewizyjny, pracujący głównie we Francji. Posiada podwójne obywatelstwo. W swoim dotychczasowym dorobku ma ponad 150 ról w filmach i serialach telewizyjnych.

## Życiorys
Po ukończeniu studiów aktorskich w 1986 w Wyższej Szkole Sztuki Dramatycznej w Genewie dołączył do zespołu Théâtre Nanterre-Amandiers na paryskich przedmieściach. Reżyserował tam Patrice Chéreau, który zaczął wkrótce angażować Todeschiniego do swoich filmów: Królowa Margot (1994), Ci, którzy mnie kochają wsiądą do pociągu (1998), a przede wszystkim Jego brat (2003). Za główną rolę w ostatnim z tych tytułów Todeschini zdobył nominację do Cezara i Europejskiej Nagrody Filmowej dla najlepszego aktora.
Współpracował z tak różnorodnymi twórcami, jak m.in. André Téchiné (Moja ulubiona pora roku, 1993), Pascale Ferran (Małe ugody z umarłymi, 1994), Michael Haneke (Kod nieznany, 2000), Jacques Rivette (Kto wie?, 2001), Werner Schroeter (Tej nocy, 2008), Jessica Hausner (Lourdes, 2009) czy Arnaud Desplechin (Kobiety mojego życia, 2017).